# 라도비시

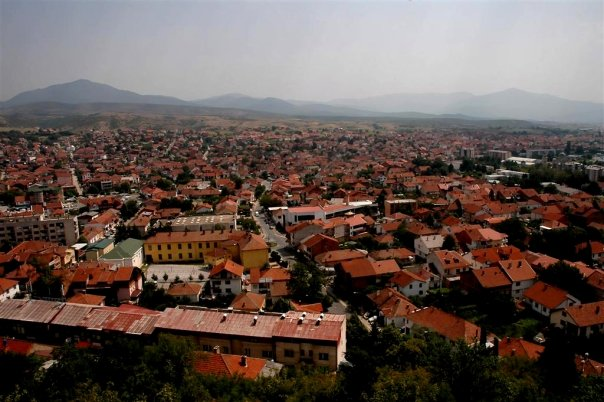
라도비시 시가지

라도비시(마케도니아어: Радовиш)는 마케도니아 공화국 남동부에 위치한 도시로 면적은 502km2, 높이는 380m, 인구는 28,244명(2002년 기준), 인구 밀도는 43.32명/km2이다.

시기
시 문장

## 자매 도시
- 튀르키예 셀주크
- 세르비아 벨리카플라나